# Deputati dell'VIII legislatura della Repubblica Italiana
Questo elenco riporta i nomi dei deputati della VIII legislatura della Repubblica Italiana dopo le elezioni politiche del 1979.

## Gruppi
| Gruppi                                           | Inizio | Fine |
| ------------------------------------------------ | ------ | ---- |
| Democrazia Cristiana ()                          | 261    | 263  |
| Partito Comunista Italiano ()                    | 191    | 193  |
| Partito Socialista Italiano ()                   | 62     | 61   |
| Movimento Sociale Italiano - Destra Nazionale () | 31     | 29   |
| Partito Socialista Democratico Italiano ()       | 21     | 19   |
| Partito Radicale ()                              | 18     | 11   |
| Partito Repubblicano Italiano ()                 | 15     | 15   |
| Partito Liberale Italiano ()                     | 9      | 9    |
| Partito di Unità Proletaria per il Comunismo ()  | 6      | 6    |
| Misto ()                                         | 16     | 24   |
| Totale                                           | 630    | 630  |
| Composizione del gruppo misto                    |        |      |
| Sinistra indipendente                            | 10     | 11   |
| Südtiroler Volkspartei                           | 4      | 3    |
| Associazione per Trieste                         | 1      | 1    |
| Movimento Democratico Popolare                   | 1      | 1    |
| Gruppo Diritti Umani                             | -      | 3    |
| Non iscritti                                     | -      | 5    |

## Ufficio di presidenza

### Presidente
- Nilde Iotti (PCI)

### Vicepresidenti
- Oscar Luigi Scalfaro (DC)
- Maria Eletta Martini (DC)
- Loris Fortuna (PSI) (abbandona la carica il 1º dicembre 1982)
- Aldo Aniasi (PSI) (eletto il 14 dicembre 1982)
- Pier Luigi Romita (PSDI) (abbandona la carica il 18 ottobre 1980)
- Luigi Preti (PSDI) (eletto il 17 dicembre 1980)

### Questori
- Ernesto Pucci (DC)
- Antonio Caruso (PCI)
- Stefano Servadei (PSI)

### Segretari
- Virginiangelo Marabini (DC)
- Pietro Zoppi (DC)
- Raffaele Giura Longo (PCI)
- Alfonso Gianni (PdUP)
- Antonio Guarra (MSI-DN)
- Francesco De Cataldo (Misto)
- Raffaele Costa (PLI) (abbandona la carica il 7 agosto 1979)
- Egidio Sterpa (PLI) (eletto il 3 ottobre 1979)
- Vitale Robaldo (PRI) (abbandona la carica il 5 aprile 1980)
- Gianni Ravaglia (PRI) (eletto il 24 giugno 1980)

## Composizione storica
| Deputato                             | Collegio      | Gruppo (lista)        |
| ------------------------------------ | ------------- | --------------------- |
| Massimo Abbatangelo                  | Napoli        | MSI-DN                |
| Fabrizio Abbate                      | Roma          | DC                    |
| Giancarlo Abete                      | Roma          | DC                    |
| Falco Accame                         | Genova        | PSI                   |
| Michele Achilli                      | Milano        | PSI                   |
| Nicola Adamo                         | Benevento     | PCI                   |
| Adelaide Aglietta                    | Torino        | PR                    |
| Susanna Agnelli                      | Torino        | PRI                   |
| Alberto Aiardi                       | L'Aquila      | DC                    |
| Aldo Ajello                          | Catania       | PR                    |
| Guido Alberini                       | Brescia       | PSI                   |
| Guido Alborghetti                    | Como          | PCI                   |
| Francesco Alici                      | Bologna       | PCI                   |
| Abdon Alinovi                        | Napoli        | PCI                   |
| Gianfranco Aliverti                  | Como          | DC                    |
| Paolo Allegra                        | Torino        | PCI                   |
| Raffaele Allocca                     | Napoli        | DC                    |
| Giorgio Almirante                    | Lecce         | MSI-DN                |
| Renato Altissimo                     | Torino        | PLI                   |
| Giovanni Amabile                     | Benevento     | DC                    |
| Giuseppe Amadei                      | Parma         | PSDI                  |
| Domenico Amalfitano                  | Lecce         | DC                    |
| Giuseppe Amarante                    | Benevento     | PCI                   |
| Franco Ambrogio                      | Catanzaro     | PCI                   |
| Giorgio Amendola                     | Napoli        | PCI                   |
| Cesare Amici                         | Roma          | PCI                   |
| Natale Amodeo                        | Catania       | PSI                   |
| Salvo Andò                           | Catania       | PSI                   |
| Giuseppe Andreoli                    | Napoli        | DC                    |
| Giovanni Andreoni                    | Milano        | DC                    |
| Giulio Andreotti                     | Roma          | DC                    |
| Vito Angelini                        | Lecce         | PCI                   |
| Aldo Aniasi                          | Milano        | PSI                   |
| Tina Anselmi                         | Venezia       | DC                    |
| Varese Antoni                        | Genova        | PCI                   |
| Dario Antoniozzi                     | Catanzaro     | DC                    |
| Baldassare Armato                    | Napoli        | DC                    |
| Angelo Armella                       | Cuneo         | DC                    |
| Lino Armellin                        | Venezia       | DC                    |
| Gian Aldo Arnaud                     | Torino        | DC                    |
| Mario Arnone                         | Palermo       | PCI                   |
| Vitale Artese                        | L'Aquila      | DC                    |
| Alberto Asor Rosa                    | Roma          | PCI                   |
| Giuseppe Astone                      | Catania       | DC                    |
| Giacomo Augello                      | Palermo       | DC                    |
| Giuseppe Azzaro                      | Catania       | DC                    |
| Paolo Babbini                        | Bologna       | PSI                   |
| Cesco Baghino                        | Genova        | MSI-DN                |
| Roberto Baldassari                   | Milano        | PCI                   |
| Vincenzo Baldassi                    | Parma         | PCI                   |
| Nello Balestracci                    | Pisa          | DC                    |
| Vincenzo Balzamo                     | Brescia       | PSI                   |
| Piero Angelo Balzardi                | Torino        | DC                    |
| Moreno Bambi                         | Pisa          | DC                    |
| Pasquale Bandiera                    | Catania       | PRI                   |
| Arnaldo Baracetti                    | Udine         | PCI                   |
| Maria Immacolata Barbarossa Voza     | Bari          | PCI                   |
| Luciano Barca                        | Ancona        | PCI                   |
| Pietro Barcellona                    | Catania       | PCI                   |
| Mario Andrea Bartolini               | Perugia       | PCI                   |
| Antonio Baslini                      | Milano        | PLI                   |
| Franco Bassanini                     | Roma          | PSI                   |
| Piero Bassetti                       | Milano        | DC                    |
| Aldo Bassi                           | Palermo       | DC                    |
| Adolfo Battaglia                     | Verona        | PRI                   |
| Eriase Belardi Merlo                 | Siena         | PCI                   |
| Giulio Bellini                       | Bologna       | PCI                   |
| Antonio Bellocchio                   | Napoli        | PCI                   |
| Costantino Belluscio                 | Catanzaro     | PSDI                  |
| Ernesta Belussi                      | Brescia       | DC                    |
| Alberto Bemporad                     | Genova        | PSDI                  |
| Aurelia Benco                        | Trieste       | Misto/ApT (LpT)       |
| Johann Hans Benedikter               | Trento        | Misto (PPST)          |
| Enrico Berlinguer                    | Roma          | PCI                   |
| Giovanni Berlinguer                  | Cagliari      | PCI                   |
| Antonio Bernardi                     | Parma         | PCI                   |
| Guido Bernardi                       | Roma          | DC                    |
| Vinicio Bernardini                   | Pisa          | PCI                   |
| Bruno Bernini                        | Pisa          | PCI                   |
| Eletta Bertani                       | Parma         | PCI                   |
| Giovanni Bettini                     | Como          | PCI                   |
| Romana Bianchi Beretta               | Milano        | PCI                   |
| Fortunato Bianchi                    | Milano        | DC                    |
| Gerardo Bianco                       | Benevento     | DC                    |
| Ilario Bianco                        | Milano        | DC                    |
| Oddo Biasini                         | Bologna       | PRI                   |
| Giancarlo Binelli                    | Cuneo         | PCI                   |
| Alfredo Biondi                       | Genova        | PLI                   |
| Tommaso Bisagno                      | Firenze       | DC                    |
| Marco Boato                          | Venezia       | PR                    |
| Fausto Bocchi                        | Parma         | PCI                   |
| Guido Bodrato                        | Torino        | DC                    |
| Ines Boffardi                        | Genova        | DC                    |
| Luigi Boggio                         | Catania       | PCI                   |
| Giorgio Bogi                         | Genova        | PRI                   |
| Gilberto Bonalumi                    | Brescia       | DC                    |
| Piera Bonetti Mattinzoli             | Brescia       | PCI                   |
| Franco Bonferroni                    | Parma         | DC                    |
| Emma Bonino                          | Roma          | PR                    |
| Paolo Bonomi                         | Roma          | DC                    |
| Felice Borgoglio                     | Cuneo         | PSI                   |
| Andrea Borri                         | Parma         | DC                    |
| Andrea Borruso                       | Milano        | DC                    |
| Franco Bortolani                     | Parma         | DC                    |
| Manfredi Bosco                       | Napoli        | DC                    |
| Giovanna Bosi Maramotti              | Bologna       | PCI                   |
| Giuseppe Botta                       | Torino        | DC                    |
| Pier Giorgio Bottarelli              | Parma         | PCI                   |
| Angela Maria Bottari                 | Catania       | PCI                   |
| Francesco Bova                       | Catanzaro     | DC                    |
| Aldo Bozzi                           | Roma          | PLI                   |
| Rosanna Branciforti                  | Verona        | PCI                   |
| Piergiorgio Bressani                 | Udine         | DC                    |
| Italo Briccola                       | Como          | DC                    |
| Federico Brini                       | L'Aquila      | PCI                   |
| Beniamino Brocca                     | Verona        | DC                    |
| Paolo Pietro Broccoli                | Napoli        | PCI                   |
| Francesco Bruni                      | Roma          | DC                    |
| Antonino Brusca                      | Torino        | PCI                   |
| Mauro Bubbico                        | Roma          | DC                    |
| Luigi Buccico                        | Napoli        | PSI                   |
| Paola Buttazzoni Tonellato           | Venezia       | PCI                   |
| Paolo Cabras                         | Roma          | DC                    |
| Paolo Caccia                         | Como          | DC                    |
| Massimo Cacciari                     | Venezia       | PCI                   |
| Luca Cafiero                         | Milano        | PdUP                  |
| Italo Giulio Caiati                  | Lecce         | DC                    |
| Armando Calaminici                   | Milano        | PCI                   |
| Antonio Caldoro                      | Napoli        | PSI                   |
| Vasco Calonaci                       | Siena         | PCI                   |
| Mario Campagnoli                     | Milano        | DC                    |
| Antonio Enrico Canepa                | Genova        | PSI                   |
| Giancarlo Cantelmi                   | L'Aquila      | PCI                   |
| Leo Canullo                          | Roma          | PCI                   |
| Lorenzo Cappelli                     | Bologna       | DC                    |
| Guido Cappelloni                     | Ancona        | PCI                   |
| Nicola Capria                        | Catania       | PSI                   |
| Giulio Caradonna                     | Roma          | MSI-DN                |
| Guido Carandini                      | Ancona        | PCI                   |
| Giovanni Caravita                    | Milano        | DC                    |
| Rodolfo Carelli                      | Roma          | DC                    |
| Egidio Carenini                      | Milano        | DC                    |
| Maria Teresa Carloni Andreucci       | Ancona        | PCI                   |
| Natale Carlotto                      | Cuneo         | DC                    |
| Pietro Carmeno                       | Bari          | PCI                   |
| Giuseppe Caroli                      | Lecce         | DC                    |
| Giuseppe Carrà                       | Milano        | PCI                   |
| Gianuario Carta                      | Cagliari      | DC                    |
| Antonio Caruso                       | Mantova       | PCI                   |
| Giorgio Casalino                     | Lecce         | PCI                   |
| Mario Casalinuovo                    | Catanzaro     | PSI                   |
| Francesco Casati                     | Como          | DC                    |
| Carlo Casini                         | Firenze       | DC                    |
| Anna Maria Castelli Migali           | Ancona        | PCI                   |
| Luciana Castellina                   | Roma          | PdUP                  |
| Albertino Castellucci                | Ancona        | DC                    |
| Giuseppe Castoldi                    | Torino        | PCI                   |
| Mario Catalano                       | Napoli        | PdUP                  |
| Francesco Cattanei                   | Genova        | DC                    |
| Stefano Cavaliere                    | Bari          | DC                    |
| Paola Cavigliasso                    | Torino        | DC                    |
| Alberto Cecchi                       | Firenze       | PCI                   |
| Giuseppe Ceni                        | Verona        | DC                    |
| Gianni Cerioni                       | Ancona        | DC                    |
| Enea Cerquetti                       | Milano        | PCI                   |
| Gianluca Cerrina Ferroni             | Firenze       | PCI                   |
| Cecilia Chiovini Facchi              | Milano        | PCI                   |
| Carlo Chirico                        | Benevento     | DC                    |
| Alberto Ciampaglia                   | Napoli        | PSDI                  |
| Leonardo Ciannamea                   | Lecce         | DC                    |
| Bartolo Ciccardini                   | Roma          | DC                    |
| Fabrizio Cicchitto                   | Roma          | PSI                   |
| Roberto Cicciomessere                | Torino        | PR                    |
| Paolo Cirino Pomicino                | Napoli        | DC                    |
| Severino Citaristi                   | Brescia       | DC                    |
| Ezio Citterio                        | Como          | DC                    |
| Fabio Maria Ciuffini                 | Perugia       | PCI                   |
| Maria Cocco                          | Cagliari      | PCI                   |
| Giancarla Codrignani                 | Bologna       | PCI                   |
| Giulio Colomba                       | Udine         | PCI                   |
| Emilio Colombo                       | Potenza       | DC                    |
| Flavio Colonna                       | Bologna       | PCI                   |
| Francesco Colucci                    | Milano        | PSI                   |
| Lucia Cominato                       | Verona        | PCI                   |
| Francesco Compagna                   | Napoli        | PRI                   |
| Cristina Conchiglia                  | Lecce         | PCI                   |
| Antonio Conte                        | Benevento     | PCI                   |
| Carmelo Conte                        | Benevento     | PSI                   |
| Pietro Conti                         | Perugia       | PCI                   |
| Felice Contu                         | Cagliari      | DC                    |
| Renato Corà                          | Verona        | DC                    |
| Marino Corder                        | Venezia       | DC                    |
| Nadia Corradi                        | Milano        | PCI                   |
| Bruno Corti                          | Brescia       | PSDI                  |
| Silverio Corvisieri                  | Milano        | Misto/SI (PCI)        |
| Francesco Cossiga                    | Cagliari      | DC                    |
| Raffaele Costa                       | Cuneo         | PLI                   |
| Giuseppe Costamagna                  | Torino        | DC                    |
| Silvano Costi                        | Roma          | PSDI                  |
| Luigi Covatta                        | Parma         | PSI                   |
| Mario Cravedi                        | Parma         | PCI                   |
| Bettino Craxi                        | Milano        | PSI                   |
| Angelo Cresco                        | Verona        | PSI                   |
| Nino Cristofori                      | Bologna       | DC                    |
| Marcello Crivellini                  | Como          | PR                    |
| Antonino Cuffaro                     | Trieste       | PCI                   |
| Sergio Cuminetti                     | Parma         | DC                    |
| Giovanni Cuojati                     | Como          | PSDI                  |
| Rocco Curcio                         | Potenza       | PCI                   |
| Francesco Da Prato                   | Pisa          | PCI                   |
| Mario Dal Castello                   | Verona        | DC                    |
| Giuseppe Dal Maso                    | Verona        | DC                    |
| Giuseppe D'Alema                     | Genova        | PCI                   |
| Emo Danesi                           | Pisa          | DC                    |
| Clelio Darida                        | Roma          | DC                    |
| Paolo De Caro                        | Bari          | PCI                   |
| Massimo De Carolis                   | Milano        | DC                    |
| Francesco De Cataldo                 | Bari          | PR                    |
| Germano De Cinque                    | L'Aquila      | DC                    |
| Vincenzo De Cosmo                    | Bari          | DC                    |
| Michele De Gregorio                  | Roma          | PCI                   |
| Francesco De Martino                 | Napoli        | PSI                   |
| Gianni De Michelis                   | Venezia       | PSI                   |
| Ciriaco De Mita                      | Benevento     | DC                    |
| Alfredo De Poi                       | Perugia       | DC                    |
| Domenico De Simone                   | Bari          | PCI                   |
| Costante Degan                       | Venezia       | DC                    |
| Giuseppe Degennaro                   | Bari          | DC                    |
| Olindo Del Donno                     | Bari          | MSI-DN                |
| Antonio Del Pennino                  | Milano        | PRI                   |
| Giovanni Del Rio                     | Cagliari      | DC                    |
| Renato Dell'Andro                    | Bari          | DC                    |
| Paris Dell'Unto                      | Roma          | PSI                   |
| Riccardo Di Corato                   | Bari          | PCI                   |
| Michele Di Giesi                     | Bari          | PSDI                  |
| Arnaldo Di Giovanni                  | L'Aquila      | PCI                   |
| Fernando Di Giulio                   | Siena         | PCI                   |
| Giuseppe Di Vagno                    | Bari          | PSI                   |
| Antonino Drago                       | Catania       | DC                    |
| Cesare Dujany                        | Valle d'Aosta | Misto/MDP (UV-DP-PLI) |
| Francesco Dulbecco                   | Genova        | PCI                   |
| Enrico Ermelli Cupelli               | Ancona        | PRI                   |
| Enzo Erminero                        | Verona        | DC                    |
| Attilio Esposto                      | L'Aquila      | PCI                   |
| Franco Evangelisti                   | Roma          | DC                    |
| Orlando Fabbri                       | Firenze       | PCI                   |
| Adriana Fabbri Seroni                | Firenze       | PCI                   |
| Adolfo Facchini                      | Pisa          | PCI                   |
| Adele Faccio                         | Milano        | PR                    |
| Ivo Faenzi                           | Siena         | PCI                   |
| Antonio Falconio                     | L'Aquila      | DC                    |
| Guido Fanti                          | Bologna       | PCI                   |
| Luciano Faraguti                     | Genova        | DC                    |
| Camillo Federico                     | Napoli        | DC                    |
| Luigi Dino Felisetti                 | Parma         | PSI                   |
| Giorgio Ferrari                      | Verona        | PLI                   |
| Marte Ferrari                        | Como          | PSI                   |
| Silvestro Ferrari                    | Mantova       | DC                    |
| Franco Ferri                         | Roma          | PCI                   |
| Filippo Fiandrotti                   | Torino        | PSI                   |
| Mario Fioret                         | Udine         | DC                    |
| Giovannino Fiori                     | Siena         | DC                    |
| Publio Fiori                         | Roma          | DC                    |
| Elio Fontana                         | Brescia       | DC                    |
| Giovanni Angelo Fontana              | Verona        | DC                    |
| Arnaldo Forlani                      | Ancona        | DC                    |
| Giuseppe Fornasari                   | Siena         | DC                    |
| Francesco Forte                      | Como          | PSI                   |
| Loris Fortuna                        | Udine         | PSI                   |
| Franco Foschi                        | Ancona        | DC                    |
| Luigi Foti                           | Catania       | DC                    |
| Carlo Fracanzani                     | Verona        | DC                    |
| Bruno Fracchia                       | Cuneo         | PCI                   |
| Angela Francese                      | Napoli        | PCI                   |
| Franco Franchi                       | Verona        | MSI-DN                |
| Hubert Frasnelli                     | Trento        | Misto (PPST)          |
| Giovanni Furia                       | Torino        | PCI                   |
| Baldassarre Furnari                  | Torino        | PSDI                  |
| Leandro Fusaro                       | Udine         | DC                    |
| Giovanni Gaiti                       | Brescia       | DC                    |
| Carlo Galante Garrone                | Torino        | Misto/SI (PCI)        |
| Luigi Galli                          | Como          | DC                    |
| Maria Luisa Galli                    | Genova        | PR                    |
| Giovanni Galloni                     | Roma          | DC                    |
| Pietro Gambolato                     | Genova        | PCI                   |
| Hugo Gamper                          | Trento        | Misto (PPST)          |
| Giorgio Gangi                        | Milano        | PSI                   |
| Mariapia Garavaglia                  | Milano        | DC                    |
| Giuseppe Gargani                     | Benevento     | DC                    |
| Mario Gargano                        | Roma          | DC                    |
| Alberto Garocchio                    | Milano        | DC                    |
| Raffaele Garzia                      | Cagliari      | DC                    |
| Remo Gaspari                         | L'Aquila      | DC                    |
| Natalino Gatti                       | Parma         | PCI                   |
| Antonio Gava                         | Napoli        | DC                    |
| Andrea Geremicca                     | Napoli        | PCI                   |
| Giovanni Giadresco                   | Bologna       | PCI                   |
| Alfonso Gianni                       | Catanzaro     | PdUP                  |
| Luigi Giglia                         | Palermo       | DC                    |
| Giovanni Gioia                       | Palermo       | DC                    |
| Angela Giovagnoli Sposetti           | Roma          | PCI                   |
| Tarcisio Gitti                       | Brescia       | DC                    |
| Giovanni Giudice                     | Palermo       | Misto/SI (PCI)        |
| Mario Giuliano                       | Milano        | Misto/SI (PCI)        |
| Raffaele Giura Longo                 | Potenza       | PCI                   |
| Giovanni Goria                       | Cuneo         | DC                    |
| Natale Gottardo                      | Verona        | DC                    |
| Giuliano Gradi                       | Mantova       | PCI                   |
| Michele Graduata                     | Lecce         | PCI                   |
| Maria Teresa Granati Caruso          | Parma         | PCI                   |
| Lelio Grassucci                      | Roma          | PCI                   |
| Agostino Greggi                      | Roma          | MSI-DN                |
| Ugo Grippo                           | Napoli        | DC                    |
| Enrico Gualandi                      | Bologna       | PCI                   |
| Antonio Guarra                       | Benevento     | MSI-DN                |
| Luigi Gui                            | Verona        | DC                    |
| Antonino Gullotti                    | Catania       | DC                    |
| Aristide Gunnella                    | Palermo       | PRI                   |
| Guido Ianni                          | Ancona        | PCI                   |
| Mauro Ianniello                      | Napoli        | DC                    |
| Pietro Ingrao                        | Roma          | PCI                   |
| Lino Innocenti                       | Venezia       | DC                    |
| Nilde Iotti                          | Parma         | PCI                   |
| Bruno Kessler                        | Trento        | DC                    |
| Giuseppe La Ganga                    | Torino        | PSI                   |
| Giuseppe La Loggia                   | Palermo       | DC                    |
| Giorgio La Malfa                     | Torino        | PRI                   |
| Girolamo La Penna                    | Campobasso    | DC                    |
| Salvatore La Rocca                   | Roma          | DC                    |
| Pio La Torre                         | Palermo       | PCI                   |
| Silvano Labriola                     | Pisa          | PSI                   |
| Antonio Laforgia                     | Bari          | DC                    |
| Mario Bruno Laganà                   | Catanzaro     | DC                    |
| Lelio Lagorio                        | Firenze       | PSI                   |
| Pasquale Lamorte                     | Potenza       | DC                    |
| Valentina Lanfranchi Cordioli        | Brescia       | PCI                   |
| Vito Lattanzio                       | Bari          | DC                    |
| Salvatore Lauricella                 | Palermo       | PSI                   |
| Pino Leccisi                         | Lecce         | DC                    |
| Claudio Lenoci                       | Bari          | PSI                   |
| Giuseppe Leone                       | Lecce         | DC                    |
| Nicola Lettieri                      | Benevento     | DC                    |
| Lodovico Ligato                      | Catanzaro     | DC                    |
| Roberto Liotti                       | Verona        | PSI                   |
| Concetto Lo Bello                    | Catania       | DC                    |
| Guido Lo Porto                       | Palermo       | MSI-DN                |
| Arcangelo Lobianco                   | Napoli        | DC                    |
| Francesco Loda                       | Brescia       | PCI                   |
| Adriana Lodi Faustini Fustini        | Bologna       | PCI                   |
| Francesca Lodolini                   | Como          | PCI                   |
| Riccardo Lombardi                    | Milano        | PSI                   |
| Antonino Lombardo                    | Catania       | DC                    |
| Luigi Longo                          | Milano        | PCI                   |
| Pietro Longo                         | Roma          | PSDI                  |
| Pino Lucchesi                        | Pisa          | DC                    |
| Francesco Lussignoli                 | Brescia       | DC                    |
| Antonino Macaluso                    | Palermo       | MSI-DN                |
| Maria Antonietta Macciocchi          | Bologna       | PR                    |
| Giorgio Macciotta                    | Cagliari      | PCI                   |
| Francesco Macis                      | Cagliari      | PCI                   |
| Dino Madaudo                         | Catania       | PSDI                  |
| Maria Magnani Noya                   | Torino        | PSI                   |
| Lucio Magri                          | Torino        | PdUP                  |
| Franco Maria Malfatti                | Perugia       | DC                    |
| Piergiovanni Malvestio               | Venezia       | DC                    |
| Oscar Mammì                          | Roma          | PRI                   |
| Enrico Manca                         | Perugia       | PSI                   |
| Giacomo Mancini                      | Catanzaro     | PSI                   |
| Vincenzo Mancini                     | Napoli        | DC                    |
| Giuseppe Manfredi                    | Cuneo         | PCI                   |
| Manfredo Manfredi                    | Genova        | DC                    |
| Viller Manfredini                    | Torino        | PCI                   |
| Calogero Mannino                     | Palermo       | DC                    |
| Salvatore Mannuzzu                   | Cagliari      | PCI                   |
| Guido Mantella                       | Catanzaro     | DC                    |
| Virginiangelo Marabini               | Bologna       | DC                    |
| Andrea Margheri                      | Milano        | PCI                   |
| Fiorenzo Maroli                      | Mantova       | DC                    |
| Alfredo Marraffini                   | Campobasso    | PCI                   |
| Claudio Martelli                     | Mantova       | PSI                   |
| Ugo Martinat                         | Torino        | MSI-DN                |
| Maria Eletta Martini                 | Pisa          | DC                    |
| Francesco Martorelli                 | Catanzaro     | PCI                   |
| Antonio Marzotto Caotorta            | Milano        | DC                    |
| Vitilio Masiello                     | Bari          | PCI                   |
| Renato Massari                       | Milano        | PSDI                  |
| Clemente Mastella                    | Benevento     | DC                    |
| Antonio Matarrese                    | Bari          | DC                    |
| Giovanni Matta                       | Palermo       | DC                    |
| Gianmatteo Matteotti                 | Verona        | PSDI                  |
| Antonio Mario Mazzarrino             | Lecce         | DC                    |
| Francesco Vittorio Mazzola           | Cuneo         | DC                    |
| Roberto Mazzotta                     | Milano        | DC                    |
| Gianluigi Melega                     | Brescia       | PR                    |
| Mauro Mellini                        | Cagliari      | PR                    |
| Gioacchino Meneghetti                | Verona        | DC                    |
| Domenico Mennitti                    | Lecce         | MSI-DN                |
| Carmine Mensorio                     | Napoli        | DC                    |
| Enrico Menziani                      | Parma         | DC                    |
| Francesco Merloni                    | Ancona        | DC                    |
| Carlo Merolli                        | Roma          | DC                    |
| Vito Miceli                          | Roma          | MSI-DN                |
| Filippo Micheli                      | Perugia       | DC                    |
| Giovanni Migliorini                  | Udine         | PCI                   |
| Eliseo Milani                        | Brescia       | PdUP                  |
| Gustavo Minervini                    | Napoli        | Misto/SI (PCI)        |
| Riccardo Misasi                      | Catanzaro     | DC                    |
| Rosalba Molineri                     | Torino        | PCI                   |
| Giorgio Mondino                      | Torino        | PSI                   |
| Saverio Monteleone                   | Catanzaro     | PCI                   |
| Giampaolo Mora                       | Parma         | DC                    |
| Gaetano Morazzoni                    | Milano        | DC                    |
| Paolo Moro                           | Como          | DC                    |
| Renzo Moschini                       | Pisa          | PCI                   |
| Giovanni Motetta                     | Torino        | PCI                   |
| Domenico Napoletano                  | Benevento     | Misto/SI (PCI)        |
| Vito Napoli                          | Catanzaro     | DC                    |
| Giorgio Napolitano                   | Napoli        | PCI                   |
| Alessandro Natta                     | Genova        | PCI                   |
| Carla Federica Nespolo               | Cuneo         | PCI                   |
| Franco Nicolazzi                     | Torino        | PSDI                  |
| Giovanni Nonne                       | Cagliari      | PSI                   |
| Achille Occhetto                     | Palermo       | PCI                   |
| Vittorio Olcese                      | Milano        | PRI                   |
| Mauro Olivi                          | Bologna       | PCI                   |
| Pierluigi Onorato                    | Firenze       | PCI                   |
| Franco Orione                        | Cuneo         | DC                    |
| Bruno Orsini                         | Genova        | DC                    |
| Gianfranco Orsini                    | Udine         | DC                    |
| Francesco Ottaviano                  | Roma          | PCI                   |
| Pietro Padula                        | Brescia       | DC                    |
| Morena Amabile Pagliai               | Firenze       | PCI                   |
| Gian Carlo Pajetta                   | Torino        | PCI                   |
| Roberto Palleschi                    | Roma          | PSI                   |
| Fulvio Palopoli                      | Verona        | PCI                   |
| Filippo Maria Pandolfi               | Brescia       | DC                    |
| Mario Pani                           | Cagliari      | PCI                   |
| Marco Pannella                       | Napoli        | PR                    |
| Antonio Parlato                      | Napoli        | MSI-DN                |
| Alessio Pasquini                     | Siena         | PCI                   |
| Aldo Pastore                         | Genova        | PCI                   |
| Renzo Patria                         | Cuneo         | DC                    |
| Vincenzo Pavone                      | Catania       | DC                    |
| Alfredo Pazzaglia                    | Cagliari      | MSI-DN                |
| Maria Augusta Pecchia                | Ancona        | PCI                   |
| Eugenio Peggio                       | Milano        | PCI                   |
| Giovanni Pellegatta                  | Como          | MSI-DN                |
| Giovanni Pellicani                   | Venezia       | PCI                   |
| Gianmario Pellizzari                 | Verona        | DC                    |
| Erminio Pennacchini                  | Roma          | DC                    |
| Tommaso Perantuono                   | L'Aquila      | PCI                   |
| Giuseppe Pernice                     | Palermo       | PCI                   |
| Antonino Perrone                     | Catania       | DC                    |
| Amerigo Petrucci                     | Roma          | DC                    |
| Sergio Pezzati                       | Firenze       | DC                    |
| Angelo Picano                        | Roma          | DC                    |
| Rolando Picchioni                    | Torino        | DC                    |
| Enea Piccinelli                      | Siena         | DC                    |
| Flaminio Piccoli                     | Trento        | DC                    |
| Maria Santa Piccoli                  | Udine         | DC                    |
| Giuseppe Pierino                     | Catanzaro     | PCI                   |
| Mimmo Pinto                          | Milano        | PR                    |
| Pietro Pirolo                        | Napoli        | MSI-DN                |
| Beppe Pisanu                         | Cagliari      | DC                    |
| Natale Pisicchio                     | Bari          | DC                    |
| Ferruccio Pisoni                     | Trento        | DC                    |
| Mario Pochetti                       | Roma          | PCI                   |
| Franco Politano                      | Catanzaro     | PCI                   |
| Giovanni Porcellana                  | Torino        | DC                    |
| Costante Portatadino                 | Como          | DC                    |
| Giorgio Postal                       | Trento        | DC                    |
| Damiano Potì                         | Lecce         | PSI                   |
| Giovanni Prandini                    | Brescia       | DC                    |
| Luigi Preti                          | Bologna       | PSDI                  |
| Francesco Principe                   | Catanzaro     | PSI                   |
| Franco Proietti                      | Perugia       | PCI                   |
| Ernesto Pucci                        | Catanzaro     | DC                    |
| Emilio Pugno                         | Torino        | PCI                   |
| Calogero Pumilia                     | Palermo       | DC                    |
| Vittoria Quarenghi                   | Brescia       | DC                    |
| Francesco Quattrone                  | Catanzaro     | DC                    |
| Nevo Querci                          | Roma          | PSI                   |
| Elio Quercioli                       | Milano        | PCI                   |
| Giuseppe Quieti                      | L'Aquila      | DC                    |
| Luciano Radi                         | Perugia       | DC                    |
| Edmondo Raffaelli                    | Brescia       | PCI                   |
| Mario Raffaelli                      | Trento        | PSI                   |
| Girolamo Rallo                       | Catania       | MSI-DN                |
| Carlo Ramella                        | Verona        | PCI                   |
| Pino Rauti                           | Roma          | MSI-DN                |
| Gianni Ravaglia                      | Bologna       | PRI                   |
| Alessandro Reggiani                  | Venezia       | PSDI                  |
| Alfredo Reichlin                     | Lecce         | PCI                   |
| Giuseppe Reina                       | Palermo       | PSI                   |
| Raimondo Ricci                       | Genova        | PCI                   |
| Salvatore Rindone                    | Catania       | PCI                   |
| Roland Riz                           | Trento        | Misto (PPST)          |
| Enrico Rizzi                         | Milano        | PSDI                  |
| Aldo Rizzo                           | Catania       | Misto/SI (PCI)        |
| Vitale Robaldo                       | Cuneo         | PRI                   |
| Francesco Roccella                   | Palermo       | PR                    |
| Gian Franco Rocelli                  | Venezia       | DC                    |
| Stefano Rodotà                       | Catanzaro     | Misto/SI (PCI)        |
| Virginio Rognoni                     | Milano        | DC                    |
| Pier Luigi Romita                    | Cuneo         | PSDI                  |
| Pino Romualdi                        | Bologna       | MSI-DN                |
| Angela Maria Rosolen                 | Torino        | PCI                   |
| Luigi Rossi Di Montelera             | Torino        | DC                    |
| Alberto Rossi                        | Verona        | DC                    |
| Giovanni Rossino                     | Catania       | PCI                   |
| Antonio Rubbi                        | Bologna       | PCI                   |
| Emilio Rubbi                         | Bologna       | DC                    |
| Giuseppe Rubinacci                   | Ancona        | MSI-DN                |
| Raffaello Rubino                     | Palermo       | DC                    |
| Attilio Ruffini                      | Palermo       | DC                    |
| Ferdinando Russo                     | Palermo       | DC                    |
| Giuseppe Russo                       | Catania       | DC                    |
| Raffaele Russo                       | Napoli        | DC                    |
| Vincenzo Russo                       | Bari          | DC                    |
| Gianfranco Sabbatini                 | Ancona        | DC                    |
| Maurizio Sacconi                     | Venezia       | PSI                   |
| Gaspare Saladino                     | Palermo       | PSI                   |
| Ersilia Salvato                      | Napoli        | PCI                   |
| Elvio Alfonso Salvatore              | Potenza       | PSI                   |
| Franco Salvi                         | Brescia       | DC                    |
| Egizio Sandomenico                   | Napoli        | PCI                   |
| Nicola Sanese                        | Bologna       | DC                    |
| Carlo Sangalli                       | Milano        | DC                    |
| Edoardo Sanguineti                   | Genova        | PCI                   |
| Orazio Santagati                     | Catania       | MSI-DN                |
| Ermido Santi                         | Genova        | PSI                   |
| Giorgio Santuz                       | Udine         | DC                    |
| Angelo Sanza                         | Potenza       | DC                    |
| Milena Sarri                         | Venezia       | PCI                   |
| Armando Sarti                        | Bologna       | PCI                   |
| Angelo Satanassi                     | Bologna       | PCI                   |
| Alessandro Scaiola                   | Genova        | DC                    |
| Oscar Luigi Scalfaro                 | Torino        | DC                    |
| Vito Scalia                          | Catania       | DC                    |
| Alba Scaramucci Guaitini             | Perugia       | PCI                   |
| Vincenzo Scarlato                    | Benevento     | DC                    |
| Leonardo Sciascia                    | Roma          | PR                    |
| Vincenzo Scotti                      | Napoli        | DC                    |
| Martino Scovacricchi                 | Udine         | PSDI                  |
| Michele Scozia                       | Benevento     | DC                    |
| Giacomo Sedati                       | Campobasso    | DC                    |
| Mariotto Segni                       | Cagliari      | DC                    |
| Mauro Seppia                         | Siena         | PSI                   |
| Rino Serri                           | Verona        | PCI                   |
| Stefano Servadei                     | Bologna       | PSI                   |
| Franco Servello                      | Milano        | MSI-DN                |
| Tommaso Sicolo                       | Bari          | PCI                   |
| Claudio Signorile                    | Lecce         | PSI                   |
| Giuliano Silvestri                   | Ancona        | DC                    |
| Giuseppe Sinesio                     | Palermo       | DC                    |
| Francesco Sobrero                    | Cuneo         | DC                    |
| Nino Sospiri                         | L'Aquila      | MSI-DN                |
| Ugo Spagnoli                         | Torino        | PCI                   |
| Agostino Spataro                     | Palermo       | PCI                   |
| Luigi Spaventa                       | Milano        | Misto/SI (PCI)        |
| Edoardo Speranza                     | Firenze       | DC                    |
| Altiero Spinelli                     | Roma          | Misto/SI (PCI)        |
| Valdo Spini                          | Pisa          | PSI                   |
| Vera Squarcialupi                    | Milano        | PCI                   |
| Tomaso Staiti di Cuddia delle Chiuse | Milano        | MSI-DN                |
| Bruno Stegagnini                     | Firenze       | DC                    |
| Egidio Sterpa                        | Milano        | PLI                   |
| Fiorentino Sullo                     | Benevento     | PSDI                  |
| Domenico Susi                        | L'Aquila      | PSI                   |
| Gianfranco Tagliabue                 | Como          | PCI                   |
| Rolando Tamburini                    | Pisa          | PCI                   |
| Antonio Tancredi                     | L'Aquila      | DC                    |
| Michele Tantalo                      | Potenza       | DC                    |
| Mario Tassone                        | Catanzaro     | DC                    |
| Giuseppe Tatarella                   | Bari          | MSI-DN                |
| Massimo Teodori                      | Roma          | PR                    |
| Emanuele Terrana                     | Roma          | PRI                   |
| Sergio Tesi                          | Firenze       | PCI                   |
| Aristide Tesini                      | Milano        | DC                    |
| Giancarlo Tesini                     | Bologna       | DC                    |
| Alessandro Tessari                   | Verona        | PR                    |
| Giangiacomo Tessari                  | Venezia       | PCI                   |
| Angelo Tiraboschi                    | Ancona        | PSI                   |
| Giuseppe Tocco                       | Cagliari      | PSI                   |
| Giorgio Tombesi                      | Trieste       | DC                    |
| Francesco Toni                       | Firenze       | PCI                   |
| Giovanni Torri                       | Brescia       | PCI                   |
| Aldo Tortorella                      | Como          | PCI                   |
| Aldo Tozzetti                        | Roma          | PCI                   |
| Vincenzo Trantino                    | Catania       | MSI-DN                |
| Ivanne Trebbi                        | Como          | PCI                   |
| Mirko Tremaglia                      | Brescia       | MSI-DN                |
| Giuseppe Siro Trezzini               | Roma          | PCI                   |
| Antonino Tripodi                     | Catanzaro     | MSI-DN                |
| Rubes Triva                          | Parma         | PCI                   |
| Antonello Trombadori                 | Roma          | PCI                   |
| Nicola Trotta                        | Benevento     | PSI                   |
| Giacinto Urso                        | Lecce         | DC                    |
| Salvatore Urso                       | Catania       | DC                    |
| Mario Usellini                       | Milano        | DC                    |
| Rosalia Vagli                        | Pisa          | PCI                   |
| Raffaele Valensise                   | Catanzaro     | MSI-DN                |
| Bruno Vecchiarelli                   | Campobasso    | DC                    |
| Antonio Ventre                       | Napoli        | DC                    |
| Nicola Vernola                       | Bari          | DC                    |
| Ugo Vetere                           | Roma          | PCI                   |
| Anna Maria Vietti                    | Torino        | DC                    |
| Giuseppe Vignola                     | Napoli        | PCI                   |
| Bruno Vincenzi                       | Mantova       | DC                    |
| Luciano Violante                     | Torino        | PCI                   |
| Biagio Virgili                       | Trento        | PCI                   |
| Michele Viscardi                     | Napoli        | DC                    |
| Carlo Vizzini                        | Palermo       | PSDI                  |
| Benigno Zaccagnini                   | Bologna       | DC                    |
| Giuseppe Zamberletti                 | Como          | DC                    |
| Bruno Zambon                         | Venezia       | DC                    |
| Marcello Zanfagna                    | Napoli        | MSI-DN                |
| Antonio Zanforlin                    | Verona        | DC                    |
| Antonino Zaniboni                    | Mantova       | DC                    |
| Paolo Zanini                         | Mantova       | PCI                   |
| Valerio Zanone                       | Torino        | PLI                   |
| Cesare Zappulli                      | Como          | PLI                   |
| Giovanni Zarro                       | Benevento     | DC                    |
| Antonio Zavagnin                     | Verona        | PCI                   |
| Michele Zolla                        | Torino        | DC                    |
| Francesco Zoppetti                   | Milano        | PCI                   |
| Pietro Zoppi                         | Genova        | DC                    |
| Giuliano Zoso                        | Verona        | DC                    |
| Giuseppe Zuech                       | Verona        | DC                    |
| Giuseppe Zurlo                       | Lecce         | DC                    |

## Deputati surroganti proclamati eletti ad inizio legislatura
Di seguito i deputati proclamati eletti in surrogazione dei candidati plurieletti.
| Lista  | Eletto surrogato     | Opzione | Subentrante                   | Collegio  |
| ------ | -------------------- | ------- | ----------------------------- | --------- |
| DC     | Carlo Donat-Cattin   | Senato  | Giuseppe Costamagna           | Torino    |
| PCI    | Luigi Anderlini      | Senato  | Fabio Maria Ciuffini          | Perugia   |
| PCI    | Renzo Antoniazzi     | Senato  | Paolo Zanini                  | Mantova   |
| PCI    | Paolo Bufalini       | Senato  | Mario Arnone                  | Palermo   |
| PCI    | Giuseppe Chiarante   | Senato  | Valentina Lanfranchi Cordioli | Brescia   |
| PCI    | Gerardo Chiaromonte  | Senato  | Raffaele Giura Longo          | Potenza   |
| PCI    | Armando Cossutta     | Senato  | Edmondo Raffaelli             | Brescia   |
| PCI    | Maurizio Ferrara     | Senato  | Mario Pochetti                | Roma      |
| PCI    | Peppino Fiori        | Senato  | Andrea Margheri               | Milano    |
| PCI    | Raniero La Valle     | Senato  | Leo Canullo                   | Roma      |
| PCI    | Lucio Libertini      | Senato  | Antonino Brusca               | Torino    |
| PCI    | Emanuele Macaluso    | Senato  | Giovanni Rossino              | Catania   |
| PCI    | Ugo Pecchioli        | Senato  | Gian Carlo Binelli            | Cuneo     |
| PCI    | Umberto Terracini    | Senato  | Francesco Da Prato            | Pisa      |
| PCI    | Tullio Vecchietti    | Senato  | Franco Ferretti               | Roma      |
| PCI    | Aldo Tortorella      | Milano  | Francesca Lodolini            | Como      |
| PCI    | Enrico Berlinguer    | Roma    | Giancarlo Cantelmi            | L'Aquila  |
| PCI    | Pietro Ingrao        | Roma    | Franco Proietti               | Perugia   |
| PCI    | Abdon Alinovi        | Napoli  | Antonio Conte                 | Benevento |
| PCI    | Giorgio Napolitano   | Napoli  | Domenico De Simone            | Bari      |
| PSI    | Bettino Craxi        | Milano  | Franco Bassanini              | Roma      |
| MSI-DN | Francesco Servello   | Milano  | Giovanni Pellegatta           | Como      |
| MSI-DN | Giorgio Almirante    | Lecce   | Agostino Greggi               | Roma      |
| MSI-DN | Giorgio Almirante    | Lecce   | Massimo Abbatangelo           | Napoli    |
| PSDI   | Pietro Longo         | Roma    | Fiorentino Sullo              | Benevento |
| PR     | Adelaide Aglietta    | Torino  | Marco Boato                   | Venezia   |
| PR     | Gianfranco Spadaccia | Senato  | Maria Antonietta Macciocchi   | Bologna   |
| PR     | Gianfranco Spadaccia | Senato  | Massimo Teodori               | Roma      |
| PR     | Emma Bonino          | Roma    | Alessandro Tessari            | Verona    |
| PR     | Emma Bonino          | Roma    | Franco Roccella               | Palermo   |
| PR     | Leonardo Sciascia    | Roma    | Roberto Cicciomessere         | Torino    |
| PR     | Leonardo Sciascia    | Roma    | Domenico Pinto                | Milano    |
| PR     | Marco Pannella       | Napoli  | Giorgio Spadaccia             | Genova    |
| PR     | Marco Pannella       | Napoli  | Adele Faccio                  | Milano    |
| PR     | Adele Faccio         | Milano  | Aldo Ajello                   | Catania   |
| PRI    | Bruno Visentini      | Senato  | Vittorio Olcese               | Milano    |
| PRI    | Oddo Biasini         | Bologna | Enrico Ermelli Cupelli        | Ancona    |
| PLI    | Valerio Zanone       | Torino  | Giorgio Ferrari               | Verona    |
| PDUP   | Luciana Castellina   | Como    | Mario Catalano                | Napoli    |
| PDUP   | Lucio Magri          | Torino  | Luca Cafiero                  | Milano    |
| PDUP   | Lucio Magri          | Torino  | Alfonso Gianni                | Catanzaro |

1. ↑  In seguito all'ulteriore opzione di Modesto Gaetano Merzario per il Senato
2. ↑  In seguito alle ulteriori opzioni di Francesco De Cataldo per il collegio di Bari, Mauro Mellini per il collegio di Cagliari e Marco Boato per il collegio di Venezia
3. ↑  In seguito all'ulteriore opzione di Aldo Ajello per il collegio di Catania
4. ↑  In seguito alle ulteriori opzioni di Gianfranco Spadaccia per il Senato e Domenico Pinto per il collegio di Milano
5. ↑  In seguito alle ulteriori opzioni di Adele Faccio per il collegio di Milano e di Mauro Mellini per il collegio di Cagliari

## Modifiche intervenute

### Modifiche intervenute nella composizione dell'assemblea
| Uscente                     | Subentrante                           | Lista      | Collegio        | Causa                  | Data       |
| --------------------------- | ------------------------------------- | ---------- | --------------- | ---------------------- | ---------- |
| → Giuseppe Gatti            | N/A                                   | PCI        | Como            | Optante Senato         | 20.06.1979 |
| → Cesare Margotto           | N/A                                   | PCI        | Verona          | Optante Senato         | 20.06.1979 |
| → Giorgio Spadaccia         | N/A                                   | PR         | Genova          | Dimissioni             | 20.06.1979 |
| → Sergio Stanzani Ghedini   | N/A                                   | PR         | Bologna         | Optante Senato         | 20.06.1979 |
| Vera Squarcialupi           | Pietro Ichino                         | PCI        | Milano          | Optante Europarlamento | 12.07.1979 |
| Emanuele Terrana            | Mauro Dutto                           | PRI        | Roma            | Decesso                | 18.09.1979 |
| Hugo Gamper                 | Michl Ebner                           | PPST       | Trento          | Decesso                | 18.09.1979 |
| Luigi Buccico               | Antonio Carpino                       | PSI        | Napoli          | Decesso                | 04.10.1979 |
| Luciana Castellina          | Famiano Crucianelli                   | PdUP       | Roma            | Dimissioni             | 11.10.1979 |
| Giuseppe Siro Trezzini      | Anna Maria Ciai Trivelli              | PCI        | Roma            | Decesso                | 20.12.1979 |
| Maria Antonietta Macciocchi | Pio Baldelli                          | PR         | Bologna         | Dimissioni             | 17.01.1980 |
| Dario Antoniozzi            | Pietro Rende                          | DC         | Catanzaro       | Dimissioni             | 23.01.1980 |
| Nicola Adamo                | Salvatore Forte                       | PCI        | Benevento       | Decesso                | 28.02.1980 |
| Albertino Castellucci       | Giuseppe Sposetti                     | DC         | Ancona          | Decesso                | 21.05.1980 |
| Giorgio Amendola            | Luigi Matrone                         | PCI        | Napoli          | Decesso                | 12.06.1980 |
| Mario Arnone                | Novello Pallanti                      | PCI        | Palermo/Firenze | Annullamento           | 09.09.1980 |
| Alberto Bemporad            | Emidio Revelli                        | PSDI/DC    | Genova          | Annullamento           | 09.09.1980 |
| Giovanni Pellegatta         | Giovanni Spadolini                    | MSI-DN/PRI | Como            | Annullamento           | 09.09.1980 |
| Giovanni Spadolini          | Aldo Gandolfi                         | PRI        | Como            | Optante Senato         | 10.09.1980 |
| Luigi Longo                 | Carla Gravina                         | PCI        | Milano          | Decesso                | 23.10.1980 |
| Marco Pannella              | Giuseppe Rippa                        | PR         | Napoli          | Dimissioni             | 20.11.1980 |
| Alberto Asor Rosa           | Piero Pratesi                         | PCI        | Roma            | Dimissioni             | 27.11.1980 |
| Piero Pratesi               | Luca Pavolini                         | PCI        | Roma            | Dimissioni             | 18.12.1980 |
| Salvatore Lauricella        | Vito Cusumano                         | PSI        | Palermo         | Dimissioni             | 26.03.1981 |
| Domenico Napoletano         | Riccardo Romano                       | PCI        | Benevento       | Decesso                | 20.05.1981 |
| Giovanni Galloni            | Carlo Felici                          | DC         | Roma            | Dimissioni             | 24.06.1981 |
| Fernando Di Giulio          | Livio Boncompagni                     | PCI        | Siena           | Decesso                | 08.09.1981 |
| Emo Danesi                  | Enzo Meucci                           | DC         | Pisa            | Dimissioni             | 04.11.1981 |
| Ugo Vetere                  | Silvio Antonellis                     | PCI        | Roma            | Dimissioni             | 04.11.1981 |
| Giovanni Gioia              | Alberto Alessi                        | DC         | Palermo         | Decesso                | 03.12.1981 |
| Piero Bassetti              | Roberto Confalonieri                  | DC         | Milano          | Dimissioni             | 04.03.1982 |
| Pio La Torre                | Mario Arnone (già deputato 1979-1980) | PCI        | Palermo         | Decesso                | 12.05.1982 |
| Gianluigi Melega            | Franco Corleone                       | PR         | Brescia         | Dimissioni             | 12.05.1982 |
| Marcello Crivellini         | Luca Boneschi                         | PR         | Como            | Dimissioni             | 12.05.1982 |
| Luca Boneschi               | → Giuseppe Rippa                      | PR         | Como            | Dimissioni             | 13.05.1982 |
| → Giuseppe Rippa            | Giuseppe Calderisi                    | PR         | Napoli          | Dimissioni             | 13.05.1982 |
| Mario Arnone                | Domenico Bacchi                       | PCI        | Palermo         | Dimissioni             | 10.06.1982 |
| Guido Carandini             | Rosella Palmini Lattanzi              | PCI        | Ancona          | Dimissioni             | 30.06.1982 |
| Flavio Colonna              | Augusto Antonio Barbera               | PCI        | Bologna         | Decesso                | 30.06.1982 |
| Giovanni Del Rio            | Carlo Molè                            | DC         | Cagliari        | Dimissioni             | 15.07.1982 |
| Francesco Compagna          | Alfredo Arpaia                        | PRI        | Napoli          | Decesso                | 04.09.1982 |
| Carlo Molè                  | Maria Chiara Rosso                    | DC         | Cagliari        | Dimissioni             | 09.11.1982 |
| Roberto Liotti              | Ercoliano Monesi                      | PSI        | Verona          | Dimissioni             | 19.01.1983 |
| Vitilio Masiello            | Enrico Piccone                        | PCI        | Bari            | Dimissioni             | 03.02.1983 |
| Giovanni Matta              | Ernesto Di Fresco                     | DC         | Palermo         | Decesso                | 16.03.1983 |
| Orazio Santagati            | Giovanbattista Davoli                 | MSI-DN     | Catania         | Decesso                | 30.03.1983 |
| Antonio Enrico Canepa       | Paolo Caviglia                        | PSI        | Genova          | Decesso                | 13.04.1983 |
| Giovanbattista Davoli       | Paolo Tringali                        | MSI-DN     | Catania         | Dimissioni             | 13.04.1983 |
| Salvatore La Rocca          | Benito Cazora                         | DC         | Roma            | Dimissioni             | 27.04.1983 |

### Modifiche intervenute nella composizione dei gruppi

#### Democrazia Cristiana
- In data 09.09.1980 aderisce al gruppo Emidio Revelli, proclamato eletto in sostituzione di Alberto Bemporad, già appartenente al gruppo PSDI (elezione annullata).
- In data 27.08.1982 aderisce al gruppo Fiorentino Sullo, proveniente dal gruppo misto.

#### Partito Comunista Italiano
- In data 29.01.1981 aderisce al gruppo Silverio Corvisieri, proveniente dal gruppo misto.
- In data 20.05.1981 aderisce al gruppo Riccardo Romano, subentrato a Domenico Napoletano già appartenente al gruppo misto.

#### Partito Socialista Italiano
- In data 10.10.1981 lascia il gruppo Franco Bassanini, che aderisce al gruppo misto (componente Sinistra indipendente).

#### Movimento Sociale Italiano - Destra Nazionale
- In data 09.09.1980 la consistenza del gruppo diminuisce di un'unità essendo stata annullata l'elezione di Giovanni Pellegatta; in sua sostituzione è proclamato eletto Aldo Gandolfi (subentrando a Giovanni Spadolini), che aderisce al gruppo PRI.
- In data 02.04.1981 lascia il gruppo Agostino Greggi, che aderisce al gruppo misto.

#### Partito Socialista Democratico Italiano
- In data 09.09.1980 la consistenza del gruppo diminuisce di un'unità essendo stata annullata l'elezione di Alberto Bemporad; in sua sostituzione è proclamato eletto Emidio Revelli, che aderisce al gruppo DC.
- In data 07.01.1982 lascia il gruppo Fiorentino Sullo, che aderisce al gruppo misto.

#### Partito Radicale
- In data 09.12.1980 lascia il gruppo Maria Luisa Galli, che aderisce al gruppo misto (componente Sinistra indipendente).
- In data 15.11.1981 lascia il gruppo Pio Baldelli, che aderisce al gruppo misto.
- In data 13.01.1983 lasciano il gruppo Aldo Ajello, Marco Boato e Domenico Pinto, che aderiscono al gruppo misto (costituendo la componente Gruppo Diritti Umani).
- In data 15.03.1983 lascia il gruppo Giuseppe Rippa, che aderisce al gruppo misto.
- In data 16.03.1983 lascia il gruppo Francesco De Cataldo, che aderisce al gruppo misto.

#### Partito Repubblicano Italiano
- In data 09.09.1980 aderisce al gruppo Aldo Gandolfi, proclamato eletto (subentrando a Giovanni Spadolini) in sostituzione di Alberto Bemporad, già appartenente al gruppo MSI-DN (elezione annullata).
- In data 04.10.1982 lascia il gruppo Alfredo Arpaia, che aderisce al gruppo misto.

#### Partito Liberale Italiano
- Nessuna modifica intervenuta.

#### Partito di Unità Proletaria per il Comunismo
- Nessuna modifica intervenuta.

#### Gruppo misto
- In data 09.12.1980 aderisce al gruppo (componente Sinistra indipendente) Maria Luisa Galli, proveniente dal gruppo PR.
- In data 29.01.1981 lascia il gruppo Silverio Corvisieri, che aderisce al gruppo PCI.
- In data 02.04.1981 aderisce al gruppo Agostino Greggi, proveniente dal gruppo MSI-DN
- In data 08.05.1981 la consistenza del gruppo diminuisce di un'unità essendo deceduto Domenico Napoletano, il cui subentrante, Riccardo Romano, aderisce al gruppo PCI.
- In data 10.10.1981 aderisce al gruppo (componente Sinistra indipendente) Franco Bassanini, proveniente dal gruppo PSI.
- In data 15.11.1981 aderisce al gruppo Pio Baldelli, proveniente dal gruppo PR.
- In data 07.01.1982 aderisce al gruppo Fiorentino Sullo, proveniente dal gruppo PSDI.
- In data 27.08.1982 lascia il gruppo Fiorentino Sullo, che aderisce al gruppo DC.
- In data 04.10.1982 aderisce al gruppo Alfredo Arpaia, proveniente dal gruppo PRI.
- In data 13.01.1983 aderiscono al gruppo (costituendo la componente Gruppo Diritti Umani) Aldo Ajello, Marco Boato e Domenico Pinto, provenienti dal gruppo PR.
- In data 15.03.1983 aderisce al gruppo Giuseppe Rippa, proveniente dal gruppo PR.
- In data 16.03.1983 aderisce al gruppo Francesco De Cataldo, proveniente dal gruppo PR.